# Sveta Stolica
Sveta Stolica (lat. Sancta Sedes) ili Apostolska Stolica označava vrhovnu vlast Katoličke Crkve, odnosno papu i Rimsku kuriju. Trenutni papa je Lav XIV.
U međunarodnim odnosima i u međunarodnome pravu Sveta Stolica je zaseban subjekt međunarodnog prava, koji se ne smije miješati s Državom Vatikanskog Grada. Naime, od prestanka Papinske države 1870. godine, pa sve do utemeljenja Države Vatikanskog Grada 1929. godine brojne su države nastavile održavati redovite diplomatske odnose na najvišoj razini sa Svetom Stolicom i nastavile sklapati međunarodne ugovore (konkordate) i druge slične ugovore. Poslije potpisivanja Lateranskih ugovora 11. veljače 1929. međunarodni subjektivitet Svete Stolice stalno je razlučivan i odvajan od subjektiviteta države stvorene sklapanjem spomenutih ugovora kojima je riješeno „rimsko pitanje” nastalo ujedinjenjem Italije.

## Organizacija
Papa upravlja Katoličkom crkvom preko Rimske kurije ili Rimskoga dvora. Kurija, skup institucija zaduženih za upravljanje crkvenim poslovnim na najvišoj razini, sastoji se od Državnoga tajništva, devet Kongregacija, tri Suda, jedanaest Papinskih vijeća te sedam Papinskih povjerenstava. Radom Kurije ravna Državno tajništvo kojemu je na čelu državni tajnik, uz kojega su zamjenik za opće poslove Držanoga tajništva (lat. substitutus) s prisjednikom za opće poslove (lat. adsessor) te tajnik za odnose s državama Državnoga tajništva s dotajnikom. Dok je državni tajnik redovito kardinal, zamjenik za opće poslove i tajnik za odnose s državama su nadbiskupi, a prisjednik za opće poslove i dotajnik za odnose s državama su svećenici s naslovom počastnoga prelata Njegove Svetosti. 

## Sveta Stolica u međunarodnom pravu
Sveta Stolica i Papa (identitet za potrebe kanonskog i međunarodnog prava) se smatra zajedničkom zakonu doktrinu kao suverena, ne-državni entitet u međunarodnom pravu. U međunarodnom pravu to je trenutno jedini slučaj u kojemu osoba (u službenu svojstvu) temeljem njihovih ureda i na duge staze ovaj ured pripada međunarodnim pravom subjektivnost. Tako se Papa razlikuje od šefa države, koji djeluje za međunarodni entitet, ali sam po sebi nije subjekt međunarodnog prava. Sveta Stolica nije identična s Katoličkom crkvom, koja je zasebna pravna osoba. 

## Diplomacija
██ Diplomatski odnosi
██ Drugi odnosi
██ Nisu uspostavljeni nikakvi odnosi
Sveta Stolica (ne Država Vatikanskog Grada) održava diplomatske odnose sa 179 država, Europskom unijom i Suverenim malteškim viteškim redom. Sveta Stolica održava odnose posebne prirode s Palestinskom oslobodilačkom organizacijim (ured na čelu s direktorom). Za diplomatsku aktivnost zaduženo je Državno tajništvo, Odsjek za odnose s državama. Sljedeće države nemaju diplomatske odnose sa Svetom Stolicom: Afganistan, Saudijska Arabija, Brunej, Komori, Maldivi, Mauritanija, Oman, Somalija, Kina, Sjeverna Koreja, Laos, Vijetnam, Butan, Burma, Tuvalu.
Sveta Stolica je jedini subjekt međunarodnog prava iz Europe koji održava diplomatske odnose s Tajvanom (Republika Kina), i to na razini otpravnika poslova ad interim u Taipeiju, dok Tajvan ima veleposlanika pri Svetoj Stolici.

## Poveznice
- Vatikan
- Acta Apostolicae Sedis - službeno glasilo Svete Stolice